# Luxiaria acutaria
Luxiaria acutaria är en fjärilsart som beskrevs av Pieter Cornelius Tobias Snellen 1877. Luxiaria acutaria ingår i släktet Luxiaria och familjen mätare. Inga underarter finns listade i Catalogue of Life.